# Віссінто Аі д'Альмейда
Віссінто Аі д'Альмейда (Vissinto Ayi d'Almeida) — бенінський дипломат. Надзвичайний і Повноважний Посол Беніну в РФ, з одночасною акредитацією в Україні (2006—2012).

## Життєпис
17 лютого 2005 року вручив вірчі грамоти Президенту РФ.
24 березня 2006 року вручив вірчі грамоти Президенту України Віктору Ющенку.
6 лютого 2009 року вручив вірчі грамоти Президенту Азербайджану Ільхаму Алієву.
27 травня 2009 року вручив вірчі грамоти Президенту Вірменії Сержу Саргсяну.
12 липня 2012 року перед завершенням місії звернувся з відкритим листом до Президента Беніну Яї Боні, з проханням про допомогу, в зв'язку із загрозою його життю по поверненню до Беніну.